# Ryan Ochoa
Ryan Ochoa (San Diego, California; 17 de mayo de 1996) es un actor estadounidense de ascendencia mexicana y española, conocido por su papel en algunos shows de niños y adolescentes. En iCarly interpreta a Chuck, un joven malicioso. De 2010 a 2013 desempeñaba el papel de «Lanny» en la serie de Disney XD Par de Reyes.
Es el hermano mayor de Raymond, Robert y Destiny Mariah Ochoa, y hermano menor de Rick Ochoa.

## Carrera

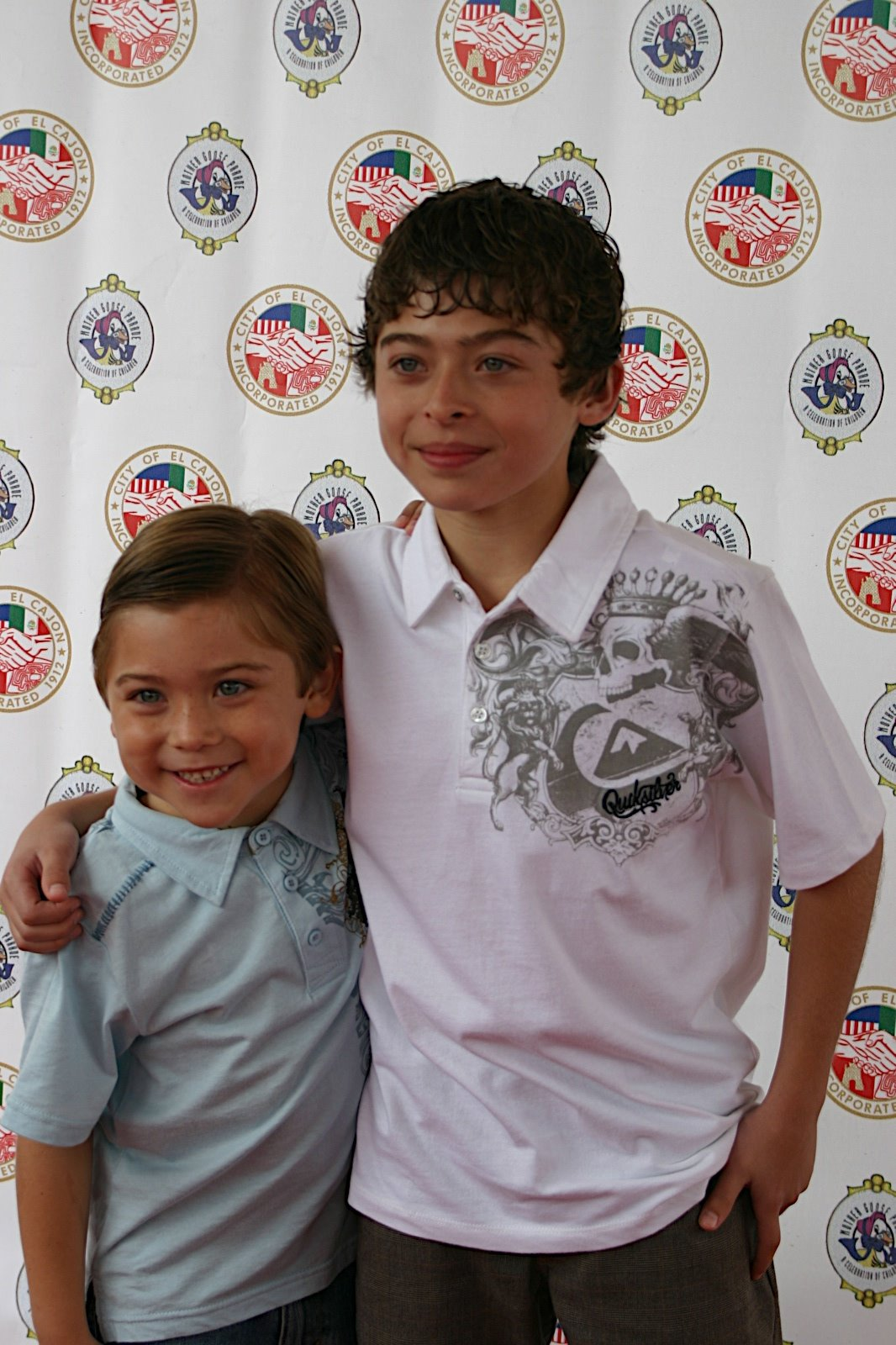
Los hermanos Raymond y Ryan Ochoa en la alfombra roja del 62.º Desfile Anual de Mother Goose en 2008

El primer trabajo profesional de Ochoa actuando a la edad de 8 años, cuando él fue elegido en un comercial nacional de Dairy Queen.
El debut de Ryan fue en la película de 2007, Nostalgia como Ryan Zorn, el hijo del personaje principal. Es muy conocido por su papel en la película de 2009, The Perfect Game como Norberto, uno de los 9 jugadores de béisbol. También jugó Tiny Tim en el 2009: Cuento de Navidad. Hace la voz del personaje de Rick en la película animada Astro Boy.
Ochoa apareció en el programa de televisión, iCarly, en los episodios "Hurt Lewbert", "Reunite with Missy", "Twins", "Find Lewbert's Lost Love", "Bloop", y "Beat the Heat".

## Filmografía
| Año       | Producción                                   | Papel              | Notas |
| --------- | -------------------------------------------- | ------------------ | --- |
| 2007      | Nostalgia                                    | Ryan Zorn          | Debut Cinematográfico                                                                                            |
| 2008      | Parental Guidance                            | Max                | Cortometraje |
| 2008      | Mother Goose Parade                          |                    | Película de TV                                                                                                   |
| 2008      | Seven Pounds                                 | Choir Boy          | Sin acreditar |
| 2008-2010 | iCarly                                       | Chuck Chambers     | Papel Recurrente-Antagonista (6 episodios)                                                                       |
| 2009      | Cuento de Navidad                            | Tiny Tim           | Funcionamiento de la película de captura                                                                         |
| 2009      | Astro Boy                                    | Rick               | Film animado |
| 2009      | The Perfect Game                             | Norberto Villareal | Papel secundario                                                                                                 |
| 2010      | Batman: The Brave and the Bold               | Roy Harper         | Serie de televisión animada (episodio "Sidekicks Ensamble!")                                                     |
| 2010      | Zeke & Luther                                | Deuce              | Serie de televisión (episodio "Old Nasty ")                                                                      |
| 2010-2013 | Pair of Kings                                | Lanny              | Coprotagonista                                                                                                   |
| 2012-2013 | Mr. Young                                    | Diego              | Episodio: Sr. Vacaciones de Verano: Parte 1 y 2 (2012) Episodio: Sr. Primera Impresión: Parte 2 y Parte 3 (2013) |
| 2011      | Marte Necesita Mamás                         | Hatchling          | Terminado |
| 2011      | I'm in the Band                              | Ricky              | 2010-presente, el papel principal (episodio "Yo a cabo el campamento")                                           |
| 2014      | Mostly Ghostly: Have You Met My Ghoulfriend? | Max Doyle          | Protagonista |

Fuente: